# Real Unión de Tenerife
El Real Unión de Tenerife, también conocido popularmente como «Real Unión», «el Unión» o por sus siglas «RUT», es un club deportivo y social español de la ciudad de Santa Cruz de Tenerife. Fue fundado el 1 de abril de 1915 con el nombre de Primero de Abril-Fomento del Cabo y bajo el lema «Instrucción, Deporte y Recreo». Actualmente su primer equipo masculino de fútbol milita en la Preferente de Tenerife mientras que el femenino lo hace en la Segunda División Femenina de España. Cuenta además con un equipo femenino de baloncesto en la Primera División Autonómica. El rojo y el azul son los colores que identifican al club.
Su equipo de fútbol masculino, creado en 1923, destacó a nivel provincial y regional, especialmente entre 1930 y finales de los años 1960. Durante esta época resultaba complicado que un equipo del archipiélago canario alcanzase categoría nacional pero la calidad del cuadro unionista en aquellos tiempos era notable. Prueba de ello era la continua salida de futbolistas desde sus filas, tanto al Club Deportivo Tenerife como a clubes de la Primera División de España. A comienzos de la década de 1980, y tras la reestructuración de la categoría, compitió en la Tercera División durante tres temporadas consecutivas. Desde el año 1964 juega como local en el campo de fútbol de La Salud, recinto con capacidad para 2000 espectadores y propiedad de la Federación Tinerfeña de Fútbol, que también se convertiría en la casa del equipo femenino desde su creación.
Muy ligado al antiguo barrio de El Cabo sobrevivió a la casi completa destrucción de este núcleo por motivos urbanísticos, quedando como seña de su identidad. Actualmente tiene su sede en el barrio de La Salud, siendo una entidad representativa de la ciudad en su conjunto. Desde mediados de los años 90 buena parte de sus esfuerzos los ha dedicado al fútbol base. En 2020 se anunció un gran proyecto para profesionalizar el club y se crearon las secciones femeninas de fútbol y baloncesto así como su área social. 
A lo largo de su historia ha integrado en su estructura al Regla Club de Fútbol, de Los Llanos, así como al San Gerardo Club de Fútbol y Racing de Santa Fe, de La Salud, Club Deportivo Ilusión de Tenerife y más recientemente al Sporting Club Tenerife y Unión Deportiva Tacuense.

## Historia

### Antecedentes

#### Primero de Abril-Fomento del Cabo
El 1 de abril de 1915 un grupo de vecinos del barrio El Cabo acordó el nacimiento de la sociedad Primero de Abril-Fomento del Cabo, bajo el lema «Instrucción, Deporte y Recreo», y sus impulsores fijaron su sede en un inmueble de la plaza de San Telmo. Finalmente, la sociedad quedó constituida de manera oficial en la segunda mitad de 1916, con domicilio en la calle San Carlos.
El objetivo de la entidad era promover el desarrollo de este barrio capitalino, por aquel entonces el más populoso de la capital. Buscaba mejorar la vida de sus habitantes solicitando arreglos en las calles, plazas y jardines así como la construcción de otras infraestructuras necesarias, además colaborar en la difusión de la cultura y en el mantenimiento de las fiestas y tradiciones del núcleo. Indalencio Barbuzano Herrera fue el primer presidente de una institución que pronto ganó popularidad gracias a la organización y celebración de fiestas recreativas.

#### Nacimiento del Fomento Fútbol Club

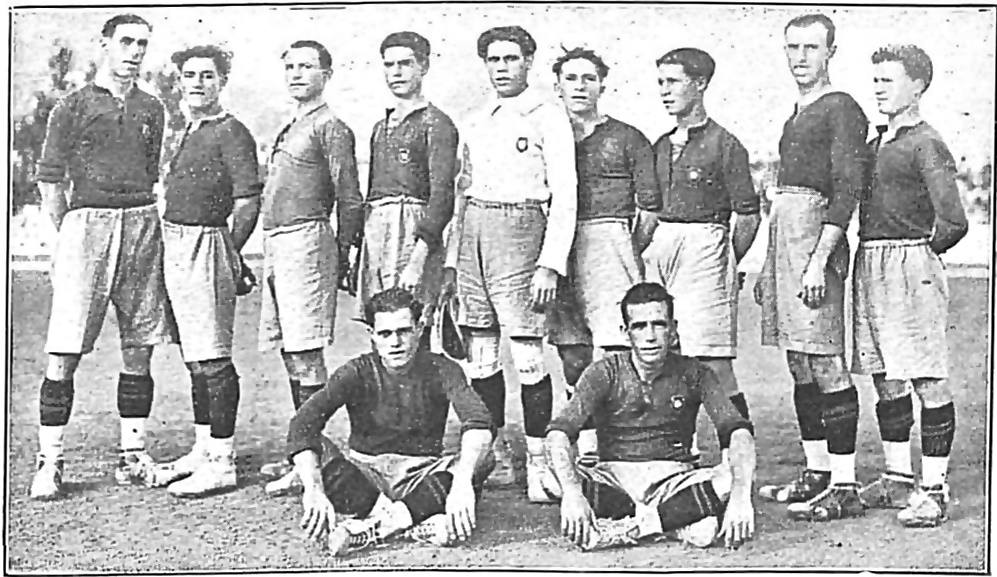
Formación del Fomento en 1927

El Cabo era el hogar del Isleño Club de Fútbol, equipo fundado en 1908 que sobresalió entre otras formaciones de la capital. A pesar de que después de la desaparición de este surge el Nuevo Isleño C. F., un grupo de socios del Primero de Abril aficionados al balompié, decidieron crear un nuevo conjunto que representara a su núcleo poblacional en las competiciones locales. Así tras el visto bueno de sus dirigentes el 3 de febrero de 1923, quedó constituido el Fomento Fútbol Club, surtiéndose de integrantes del Nuevo Isleño y otros jugadores experimentados. De esta forma, la sociedad creada siete años antes entró en el terreno deportivo. Pocos días después, el recién creado equipo viajó a Las Palmas de Gran Canaria contratado por el Real Club Victoria para disputar un partido. El Fomento debutó con un triunfo merced a un tanto de Domingo Montero, que tras rematar de cabeza un saque de esquina se convirtió en el primer goleador del conjunto de El Cabo. La inesperada victoria y el buen juego que ofrecieron motivaron que el Marino Fútbol Club, otro equipo de la capital grancanaria, invitará a los tinerfeños a medirse con ellos al día siguiente. Ante los marinistas sufrieron su primera derrota, pues los locales se impusieron por tres a uno. Tras la vuelta a su isla, aceptó un enfrentamiento contra el Club Deportivo Tenerife, equipo con el que perdió por cinco goles a uno.
Sus primeros años estuvieron sujetos a la voluntad de los propietarios del único terreno reglamentario existente en la ciudad. Los agravios a los que fue sometido el equipo por parte de la empresa responsable del mismo llegaron a su máximo con la imposición de un castigo que le impidió jugar durante seis meses. Este hecho fue decisivo para que el club iniciase las gestiones que culminaron en la construcción de un nuevo campo. El día 19 de julio de 1925 se inauguró el conocido como Campo de la Avenida, levantado en el barrio de Los Llanos sobre un solar cedido en alquiler por sus propietarios en donde hoy se ubica la sede del Palacio de Justicia de la ciudad. Este recinto con capacidad para unos tres mil espectadores acogió los encuentros de los de El Cabo durante algo más de diez años hasta su cierre en la segunda mitad de la década de 1930. Sus principales rivales en aquellos primeros tiempos fueron fundamentalmente el Club Deportivo Tenerife, el Olimpia y el Victoria.
El centrocampista Miguel Espinosa se convirtió en 1926 en el primer jugador unionista fichado por un club peninsular, el Real Club Celta de Vigo. Ese mismo año el delantero centro José Tejera Castellano hizo su debut frente al Tenerife. Cuatro campañas le bastaron a este jugador, también conocido futbolísticamente como «Quico Tejera» o como «Aramendi», para convertirse en unos de los mejores arietes de toda la historia unionista. En septiembre de 1930, tras ser recomendado por Espinosa llegó a Vigo para incorporarse en la disciplina del equipo celeste. El Fútbol Club Barcelona lo contracto en 1933, pero tan solo tres meses más tarde abandonó la ciudad condal, alegando problemas de salud.
En 1927 la Real Federación Española de Fútbol organizó los primeros torneos oficiales en las islas y en esa temporada inicial el Fomento logró el subcampeonato insular, superado en la clasificación por el Iberia Fútbol Club, conjunto de El Toscal con el que mantuvo una profunda rivalidad. Como subcampeón del campeonato tinerfeño, se medió en una eliminatoria al Athletic de Las Palmas, antiguo Club Deportivo Santa Catalina y campeón del sector grancanario, para disputarse el puesto de subcampeón de Canarias. En el campo España de Las Palmas los de El Cabo se impusieron por 1-2, mientras que en el Stadium de la capital tinerfeña los de la isla vecina vencieron por 0-1. Esto hacía necesario un tercer encuentro para deshacer el empate, pero este no se celebró por la incomparecencia de los palmenses, por lo que el Fomento se proclamó subcampeón regional.

### Condición de Real
El 21 de noviembre de 1929 desde el Palacio Real de Madrid se emitió un telegrama comunicando que el monarca Alfonso XIII aceptaba el cargo de presidente de honor de la entidad:

Su Majestad el Rey (q. D. g.), accediéndo sumamente complacido a los deseos manifestados por Vd. en nombre de la Sociedad 1º de Abril-Fomento del Cabo- se ha servido aceptar el título de presidente honorario de la misma que tan amablemente le ha sido ofrecido. Lo que de Real orden comunico a Vd. para su conocimiento, satisfacción y efectos consiguientes. Dios guarde a Vd. muchos años».
Palacio Real de Madrid. 21 de noviembre de 1929.

Como consecuencia de esta comunicación la sociedad pasó desde entonces a denominarse Real Sociedad Unión y Fomento del Cabo, tomando su equipo de fútbol el nombre de Real Unión de Tenerife. Dámaso García López era el presidente en estas fechas de un club que, autorizado por el Consejo provincial federativo, lució por vez primera su nueva denominación el 22 de diciembre en el Stadium ante el Club Deportivo Tenerife. La contienda, entre dos adversarios que se pugnaron durante años por la hegemonía del fútbol local, terminó con un marcador de tres a uno a favor del once que se encontraba de estreno. En 1931 se proclamó la Segunda República y los clubes que lo poseen pierden el apelativo dinástico durante este período histórico. Su condición de «Real» fue ratificada por el rey Juan Carlos I el 13 de marzo de 2001, que declinó, no obstante, el puesto honorífico que ostentó su abuelo al no ser ya costumbre que el titular de la Corona ocupe presidencias de carácter permanente. Tras la desaparición del Real Hespérides, del Real Club Victoria y del Real Artesano, quedó como el único club en el archipiélago con esta denominación hasta que el Real Club Deportivo Gara la obtuviera en 2012.

### Etapa de crecimiento y títulos
El 26 de enero de 1930, conquistó por segunda vez el campeonato insular tras empatar a cero frente al Club Deportivo Tenerife en un campo de La Avenida repleto para ver un encuentro, correspondiente a la última jornada, que decidió el campeón. A pesar de la salida de sus delanteros Piloto y Arteaga al Real Zaragoza, muestra de la ya constante pérdida de efectivos, el segundo título no tardó en llegar. El 1 de febrero de 1931 un triunfo ante el Iberia otorgó a los unionistas el trofeo, victoria que se celebró durante horas en la sede del club ubicada en la desaparecida plaza de San Telmo, junto a la ermita que le daba nombre.
En mayo de 1934 el Real Unión emprendió una gira por tierras peninsulares en la que se enfrentó al Athletic Club de Madrid y al Fútbol Club Barcelona. El choque frente a los rojiblancos se celebró el 21 de mayo en el Campo de Vallecas, donde los madrileños consiguieron una victoria por 5-2. El amistoso frente al equipo azulgrana se disputó en el Camp de Les Corts el 27 de mayo, y finalizó con un resultado de seis goles a uno a favor de los culés. En 1935 el comercio Trust Joyero donó una copa que se disputaron el Tenerife y el Unión en una serie de enfrentamientos. Tras cuatro encuentros, el premio se lo adjudicaron los de El Cabo que volvieron a vencer a los blanquiazules el 14 de septiembre por un resultado de 4-1 con otro trofeo en juego. El abultado marcador de este último choque, organizado con motivo de las Fiestas del Cristo de La Laguna, y el éxito anterior motivaron que la prensa ensalzará la entrega e implicación de los jugadores que vestían la camiseta roja.
En 1936 ganó de nuevo el campeonato insular lo que le permitió en marzo representar a Canarias en la Copa del Presidente de la República. Para acceder a los octavos de final de la competición copera debía superar una eliminatoria a doble partido ante el Club Atlético Tetuán. Sin embargo, la escuadra insular salió derrotada en los dos encuentros, primero con una derrota el 15 de marzo por 2-1 en Tetuán, y luego una semana más tarde por 0 a 1 en Ceuta, donde se vio obligada a ostentar la condición de local para evitar el desplazamiento al archipiélago. De vuelta a la isla, Gabriel Jorge Sosa, figura unionista, dejó el equipo para fichar por el Club Deportivo Tenerife. Tiempo después, el delantero chicharrero destacó en las filas del Real Club Deportivo Español, donde incluso llegó a debutar con la selección de fútbol de España.
En el año 1942, con Andrés Llombet como entrenador, el cuadro unionista conquistó el campeonato insular. Como consecuencia se medió con el Real Victoria, vencedor de la isla de Gran Canaria, en una final a doble partido para dilucidar el campeón de Canarias y por consiguiente el representante de las islas para la próxima Copa del Generalísimo. Sin embargo, el 8 de febrero en el primer partido cayó en su visita al estadio Pepe Gonçalvez por un abultado resultado de 4-1. La esperanza de los tinerfeños no se desvaneció y saltó al campo el 15 de febrero buscando la hazaña. La segunda parte transcurrió y un 3-1 en el marcador hizo soñar a los espectadores locales con la gesta, hasta que los blanquinegros anotaron de nuevo. La victoria por 3-2 resultó insuficiente y el título viajó a la isla vecina. Sin embargo, la salida de sus mejores efectivos, como la marcha de Manuel Jorge Sosa al Atlético Aviación y la de Francisco Mendoza Marrero al Real Club Deportivo Español, provocaron que tres años después de esta buena campaña descendiera.

### Descenso, retorno y primera conquista regional
Tras finalizar en quinta y última posición la temporada 1944-45, el Real Unión se jugó su permanencia en la categoría de honor en una promoción. El equipo tuvo que esperar para conocer a su rival en la misma, pues el Unión Portuense, campeón de Segunda Categoría debió superar además una eliminatoria contra el vencedor del campeonato de La Palma. Finalmente, las citas decisivas fueron en julio, después de meses sin partidos oficiales para el Real Unión. El campeón de la segunda división tinerfeña se impuso al colista de la primera en el encuentro de ida por 2-1. El Real Unión venció en la vuelta por 3-2, lo que hizo necesario un partido de desempate. En este tercer enfrentamiento, celebrado en La Laguna, los norteños superaron por un claro 3-0 a un Real Unión que abandonó por vez primera la máxima categoría insular.
Encuadrado en este escalón inferior, solventó la temporada regular de la 1945-46 sin demasiados problemas, ya que consiguió el primer puesto del grupo capital, a pesar de no mostrar la superioridad esperada en su juego. Se enfrentó a la Unión Deportiva Orotava, campeón invicto del grupo Norte-Laguna de la segunda división tinerfeña, para decidir el campeón absoluto de esta categoría y, por ende, el equipo que se iba a medir en la ansiada promoción al Unión Portuense, último clasificado de la Primera Categoría. El conjunto de «los copos» cosechó un valioso empate a un gol en el encuentro de ida disputado en el estadio capitalino, pero cayó ante el Real Unión en la vuelta disputada en el portuense estadio de El Peñón, por 2-3. El Real Unión accedió de esta forma a la promoción, teniendo la oportunidad de vengarse del Unión Portuense tan solo un año después. Sin embargo, el equipo del valle consiguió mantener la categoría al imponerse primero a Los de El Cabo en el Puerto de la Cruz por 4-2, y empatar luego a uno en Santa Cruz. El Real Unión retornó a la máxima categoría del fútbol provincial en 1947, después de proclamarse campeón de Segunda Categoría y a pesar de no rebasar la correspondiente promoción. El Club Deportivo Arenas y el Unión, vencedores de sus respectivos grupos, se enfrentaron el 23 de marzo con el fin de proclamar al campeón absoluto de la categoría. El equipo de El Cabo no le dio opción a su oponente y venció por un apabullante marcador de 11-3, por lo que ganó así el acceso a la decisiva promoción. En ella midió sus fuerzas con el Iberia, que luchaba por no perder su plaza en la división de honor tinerfeña. Los blanquinegros de El Toscal, que llegaron a la cita en un buen momento tras su clasificación para la final de la Copa de Canarias, pudieron con la ilusión de un competitivo Real Unión, con una victoria por un marcador 2-1 en la ida y 2-0 en la vuelta. Sin embargo, el Real Unión volvió finalmente a la Primera Categoría, beneficiándose de la ampliación del cupo de participantes decidido por la Federación Tinerfeña de Fútbol de cara a la nueva temporada.
Al año siguiente, se alzó con su primer éxito regional, la Copa de Canarias, tras superar al Real Club Victoria en semifinales y posteriormente al Real Hespérides Club de Fútbol de San Cristóbal de La Laguna. El 5 de mayo de 1948 ganó a los grancanarios por cero goles a cinco, por lo que la derrota del día 30 por dos a tres en el enfrentamiento de vuelta no impidió el pase a la final. El conjunto de El Cabo afrontó el 13 de junio el partido de ida. Su afición, que abarrotó el estadio capitalino, acabó disfrutando de una sufrida victoria por 2-0 ante los laguneros. Siete días más tarde, el Real Unión supo aguantar el empate inicial en un campo de La Manzanilla repleto, haciéndose de esta manera con el trofeo organizado ese año en sustitución de la Liga Interregional.

### Crisis y cambios en el escenario futbolístico
En junio de 1949 la Federación Española de Fútbol aprobó permitir, por primera vez, la incorporación de equipos canarios a las categorías nacionales. Al término de la siguiente temporada, los campeones regionales de Tenerife y Las Palmas se enfrentaron disputándose la entrada a la liguilla de ascenso a Segunda División. En Tenerife, el campeonato se lo adjudicó el Club Deportivo Tenerife, que aventajó en un punto al Club Deportivo Norte y en dos al Real Hespérides. Los blanquiazules se midieron con la Unión Deportiva Las Palmas, que se había hecho con la victoria en el campeonato de la isla vecina. La recientemente creada entidad amarilla, fruto de la fusión entre otros de los poderosos Marino y Real Club Victoria, superó a los tinerfeños, consiguiendo a la postre alcanzar el segundo nivel del fútbol español. Por su parte, el Real Unión en una nefasta actuación acabó en la sexta posición, como farolillo rojo, teniendo que esperar a la última jornada del campeonato para estrenar su casillero de puntos con un empate. Los hombres de El Cabo salvaron la campaña con la obtención de dos títulos en el ocaso de la misma. A comienzos de julio llegó a su fin la Copa Insular, pequeña liga entre cuatro equipos: el Real Unión de El Cabo, el Iberia de El Toscal, el Price del barrio de Salamanca y el Norte del municipio de Puerto de la Cruz. El Unión se mostró muy superior a sus rivales y terminó en primer lugar con cuatro victorias y dos igualadas.
Ese mismo mes celebraron la obtención de la primera edición de la Copa Heliodoro Rodríguez López. Este torneo fue creado a propuesta de Pedro González Sabina, entonces presidente unionista, para servir de homenaje anual al que fuera máximo mandatario del Club Deportivo Tenerife y que tanto esfuerzo dedicó en pos del devenir de este deporte en la isla hasta su fallecimiento acaecido ese mismo año, Heliodoro Rodríguez López. El 25 de julio de 1950 se disputó la edición inicial de esta competición, coincidiendo con la fecha en la que, un cuarto de siglo antes, se inauguró el estadio que tomaría con su muerte la denominación actual. Ese día se congregaron en este recinto cuatro equipos capitalinos. El Club Deportivo Price venció al Iberia Fútbol Club por un tanto a cero y lo propio hizo el Real Unión frente al Club Deportivo Tenerife, gracias a un gol de Torres. En la final empataron a cero goles Real Unión y Price, dándose como ganador a los de El Cabo por el menor número de faltas cometidas.
El máximo organismo federativo anunció que al término del siguiente ejercicio el campeón regional tinerfeño volvería a disponer de una oportunidad, pues si superaba una eliminatoria frente al decimotercer clasificado de Segunda División ingresaría en dicho nivel. En octubre de 1950, el Iberia y el Price acuerdan una fusión para crear la Unión Deportiva Tenerife, buscando repetir la fórmula que había funcionado en Gran Canaria. La idea de que si Tenerife deseaba tener un representante de garantías en categoría nacional era necesario unificar esfuerzos fue ganando adeptos y con esa consigna se sucedieron las reuniones. Así hasta que el 18 de noviembre se constituyó oficialmente la Unión Deportiva Tenerife, quedando integrados en tal proyecto todos los clubes de la Primera Categoría. El Club Deportivo Tenerife, el Club Deportivo Norte, el Real Hespérides y el Real Unión se comprometieron a luchar por un objetivo común, apoyando incondicionalmente y ayudando en lo posible al nuevo equipo, el cual se nutrió de sus mejores jugadores. El Real Unión supeditó su implicación a que fuera la nueva entidad la encargada de liquidar su creciente deuda con los beneficios que se obtuvieran de tal proyecto. El 26 de noviembre se disputó en el estadio Heliodoro un torneo organizado por la Federación Tinerfeña a petición de la U. D. Tenerife, con el fin de iniciar la búsqueda de los mejores jugadores para su plantilla. Este concurso futbolístico, denominado Torneo Relámpago por celebrarse en una misma jornada, se lo llevó el conjunto de azul y grana, recibiendo como premio una copa donada por el presidente de la federación insular, Juan de la Rosa. En un primer momento se barajó la posibilidad de no disputar esa campaña el campeonato tinerfeño de Primera Categoría, aunque finalmente este si tuvo lugar. En esta ocasión cuatro equipos en clara desventaja se midieron con la Unión Deportiva Tenerife. Como era de esperar, resultó un paseo para el nuevo proyecto que contaba con muchos de los mejores futbolistas de sus rivales en sus propias filas. Esta insólita tesitura prácticamente imposibilitó al Real Unión mostrar mejoría y repitió como farolillo rojo por segundo año consecutivo. La afición de la isla se volcó con el llamado «equipo de todos» y se mostró optimista de cara a la consecución de tan ansiado objetivo. El rival en la promoción fue el Levante Unión Deportiva, y aunque los tinerfeños vencieron por 1-0 en la ida, cayeron por 3-1 en el Estadio de Vallejo.
El pesimismo se apoderó del fútbol insular y comenzaron las fisuras en el ambicioso proyecto. El Club Deportivo Tenerife se desvinculó del mismo mostrando el deseo de luchar por su cuenta para cumplir el sueño del ascenso. El resto de equipos si renovaron su compromiso con una Unión Deportiva que ahora con nuevos dirigentes estaba decidida a volverlo intentar. Sin embargo, el vencedor de la siguiente edición del campeonato local no tendría derecho a disputar promoción alguna y poco a poco las discrepancias aumentaron. El torneo carente del interés de los anteriores fue para el Club Deportivo Tenerife, seguido en la clasificación por Club Deportivo Norte y Real Unión, tercero. La Unión Deportiva sin los privilegios de la temporada pasada ocupó el quinto y último puesto. Al término de la campaña, y pese a la anunciada concesión de una nueva oportunidad de cara a la siguiente, los acuerdos de colaboración parecían rotos y repetir el proyecto en común era una utopía.
El campeón tinerfeño en la campaña 1952-53 se enfrentaría en una eliminatoria a doble partido al décimo segundo clasificado de Grupo II de Segunda División. Una nueva oportunidad, dos años después que se tenía intención de repetir hasta que la provincia lograse colocar un representante en categoría nacional. La lucha se presumía interesante con los distintos equipos buscando ahora por separado disputar la promoción. Sin embargo, los acuerdos tomados en los plenos celebrados en la sede del Real Federación Española los días 10 y 11 de julio de 1952 lo cambiaron todo. Sobre la base de los mismos, los equipos de primera categoría regional que no contaran con campo propio, podrían participar en las competiciones oficiales organizadas por la correspondiente federación, pero sin derecho a promocionar a categoría nacional. Cumplían tal exigencia el Club Deportivo Tenerife, el Club Deportivo Norte y el Real Hespérides, careciendo de campo de juego en propiedad la Unión Deportiva Tenerife y el Real Unión. El conjunto lagunero, consiente de su incapacidad para asumir los costes derivados de competir en categoría nacional, cedió la titularidad del Campo de La Manzanilla a la Unión Deportiva. En sustitución del tradicional campeonato, la federación insular organizó un torneo para decidir el equipo que tendría el esperado ascenso a tiro de una única eliminatoria. El conocido como Torneo de Promoción fue cosa de tres, pues Hespérides y Real Unión fueron excluidos del mismo. Al representativo de El Cabo se le negó así la que a la postre sería la última posibilidad para un equipo canario de alcanzar una categoría nacional en muchos años. La última pues el Club Deportivo Tenerife superó a los otros dos aspirantes y posteriormente en la eliminatoria de promoción al Orihuela Deportiva C. F., saliendo de esta forma por primera vez en la historia un club tinerfeño de las divisiones regionales.

### Hegemonía provincial y éxitos regionales
Con su máximo rival en un nivel superior, alejado ya de las competiciones locales, e históricos contrincantes, como el Iberia, desaparecidos, comenzó una nueva etapa para el Real Unión. Entre 1954 y 1963 el equipo de El Cabo sumó a su palmarés siete campeonatos tinerfeños y tres títulos de la Liga Interregional, torneo disputado entre los equipos que habían ocupado los primeros puestos en los campeonatos insulares y en el que se convirtió en el equipo con más participaciones. En este período conquistó, además, en cinco ocasiones la Copa Heliodoro Rodríguez López, así como otros trofeos de menor importancia. A los éxitos del primer equipo hay que sumarles los numerosos logros cosechados por el juvenil del Real Unión. Campeonatos locales, insulares, regionales o, por ejemplo, el Torneo de San Ginés de 1955 figuran entre los triunfos del equipo menor. Fueron los comienzos del juego federado a estos niveles y sus competiciones gozaban de cierto seguimiento.

#### Inicio de una ¿época dorada?
Los cambios acaecidos forzaron una reestructuración de la primera categoría regional, concediéndose el ascenso a la misma a diversos equipos de la división inferior. Tal coyuntura propició el inicio de la época dorada del Real Unión al menos en cuanto a títulos se refiere. Los de El Cabo, sin sus principales adversarios se pugnaron en los siguientes años por la hegemonía del fútbol regional insular y canario en general, pues la desaparición también de los tradicionales dominadores del fútbol grancanario, Marino Fútbol Club y Real Club Victoria, incrementó las posibilidades en la competición interprovincial. Sin embargo, esta fue una época de luces y muchas sombras. El campeonato tinerfeño perdió atractivo, los choques y rivalidades de antaño eran solamente un recuerdo. El profesionalismo ganó la partida y la atención de gran parte de la afición al deporte rey en la capital recaía ya en el Club Deportivo Tenerife y en sus andanzas por los primeros niveles del fútbol español. Los éxitos deportivos no impidieron que el Real Unión sufriese ese creciente desinterés por las competiciones regionales, por lo que durante este período glorioso en lo deportivo también perdió una gran masa de aficionados. No hubo más luchas por la supremacía del fútbol isleño, y en las gradas, antes repletas de millares de animosos seguidores unionistas, se fueron oyendo cada vez menos gritos de aliento.
En la temporada 1953-54 el Real Unión regresó, tras su exclusión en la atípica edición anterior, a una renovada pero descafeinada primera categoría. Los hombres entrenados por Alfonso Díaz realizaron una brillante actuación, consiguiendo para el Unión un nuevo campeonato tinerfeño, gesta que aunque carente de la solera e importancia de antaño fue festejada como se merecía. Destacó en las filas unionistas Cartaya, delantero centro autor de veinte de los cincuenta tantos de su equipo y nombrado máximo goleador del campeonato. Otra novedad de esta campaña fue que los mejores equipos palmeros, después de múltiples intentos, pudieron ser inscritos en la primera regional, desdoblándose esta en dos grupos. Por ello una vez conocido el triunfo del Real Unión en Tenerife y del Atlético El Paso en La Palma, restaba conocer cuál de ellos se haría con el campeonato absoluto de la categoría. El primer asalto tuvo lugar en el municipal de Aceró de la bien llamada isla bonita, donde los locales vencieron por un gol a cero. En el estadio de la calle San Sebastián el conjunto de El Paso no pudo hacer valer esa ventaja y el Real Unión se proclamó campeón merced a una victoria por 2-0.
La Primera Categoría en Tenerife se dividió el año siguiente en dos grupos, uno para la zona capital y otro para la zona norte, compuestos por cinco equipos cada uno. Los dos campeones de los respectivos grupos constituyeron la representación tinerfeña en el estreno de la nueva Liga Interregional. No repitió el Real Unión la buena actuación del año anterior, ya que finalizó segundo por detrás de la Unión Deportiva Güímar. Decepción entre los unionistas por quedar fuera de una competición que daba la oportunidad de reeditar los grandes duelos de antaño frente a los mejores clubes de la isla vecina. A pesar de este fracaso, dos títulos salvaron la temporada. En abril conquistó su segunda Copa Heliodoro Rodríguez López, al superar a la Unión Deportiva Orotava en una final a ida y vuelta. El Real Unión venció en ambos encuentros, primero por 0-2 en Los Cuartos y posteriormente por 3-2 en el estadio Heliodoro. En junio de 1955 los de azul y grana obtuvieron la Copa Federación de Primera Categoría, eliminando a la Unión Portuense, Club Deportivo Arenas y, por último, al Club Deportivo San Andrés. Para superar al San Andrés en la final el Real Unión necesitaba tres encuentros, venciendo en el segundo partido de desempate por tres goles a dos.
El campeonato de primera categoría correspondiente al ejercicio 1955-56 lo finalizó en tercer lugar, por detrás del Unión Deportiva Güímar y del Club Deportivo San Andrés. Esta clasificación le permitió acceder por vez primera a la Liga Interregional, que para su segunda edición amplió sus participantes a seis, tres por cada una de las islas capitalinas. Los tres primeros de ambos campeonatos midieron sus fuerzas, terminando el Real Unión como tercero, empatado a puntos con el subcampeón Club Deportivo Porteño. El también grancanario Unión Atlético Club de Fútbol, filial de la Unión Deportiva Las Palmas, se hizo con el título. Cerraron la tabla los otros dos representantes tinerfeños y el isletero Hespérides como colista. Ya en julio el lagunero Club Deportivo Arenas dio la sorpresa en la Copa Heliodoro. La victoria de los de El Charcón por un gol a cero en el desenlace de la competición impidió al Unión la consecución del trofeo.
Luis Guiance dirigía desde el banquillo a un Real Unión que finalizó invicto, con dieciséis victorias y dos igualadas, el campeonato regional de primera categoría 1956-57. Su clasificación final en esta competición le permitió participar por segunda vez en su historia en la Liga Interregional. En el buen hacer y en la solidez demostrada por los de El Cabo durante el torneo doméstico se fundamentaron las esperanzas de los aficionados que esperaban que en esa ocasión el título cayera para la isla. Sin embargo una inesperada plaga de lesiones y la cesión de dos de sus mejores efectivos al Tenerife dificultaron el desempeño unionista en esta competición, en la acabó tercero, siendo aun así el mejor clasificado de los representantes tinerfeños. Tras esta decepción los unionistas conquistaron la Copa Heliodoro, después de imponerse en la final al Club Deportivo San Andrés por 2-1. Para cerrar la campaña se midió al campeón de La Palma, buscando el título provincial. Un tenaz y entusiasta Tenisca desató los aplausos del público del estadio Heliodoro donde perdió ante un mal Real Unión por 2-1. En el encuentro de vuelta fue el equipo tinerfeño el que causó buena impresión a los aficionados que acudieron en gran número al estadio de Bajamar, haciendo valer su superioridad técnica para imponerse por 0-2. Comandó la expedición desplazada a tierras palmera para esta cita Luis Guiance, exjugador y hasta entonces míster unionista, asumiendo las funciones de su nuevo cargo como presidente de una recién estrenada junta directiva.

#### El intratable Real Unión de Luis Guiance
Luis Guiance Abréu, figura del fútbol tinerfeño, llevó las riendas del Real Unión durante unos treinta años repartidos en distintas épocas. Guiance dedicó gran parte de su vida al representativo de El Cabo, en el que inició su etapa de futbolista debutando con dieciocho años. El extremo izquierdo fue partícipe de los primeros éxitos de la entidad, fichando por el Club Deportivo Tenerife tras la Guerra Civil. Un año después regresó a las filas unionistas, contratándolo ahora el Real Madrid al finalizar el ejercicio 1940-41. A la sombra de Pascual Botella Domingo no consiguió estrenarse en la máxima categoría del fútbol nacional y en una temporada con los blancos solamente es alineado en una ocasión. Vuelve al Unión, donde jugó tres campañas más para posteriormente pasar a entrenarlo y convertirse luego en su presidente. Militar de profesión, hizo valer su influencia como comandante para lograr que muchos futbolistas peninsulares destinados en la isla para el cumplimiento del servicio militar obligatorio vistieran la camiseta unionista durante este tiempo. Personaje importante en la historia del club, Luis Guiance Abréu, transmitió el sentimiento unionista a su descendencia. Su hijo, Luis Guiance González, dirigió desde el banquillo a los rojos durante cuatro temporada y su nieto Fran Guiance lo hizo durante catorce campañas. Guiance era poseedor del título de entrenador expedido por la Real Federación Española de Fútbol, al completar con éxito el correspondiente curso, algo insólito en la época. Esta preparación justificó su decisión de continuar dirigiendo durante varias campañas el aspecto deportivo desde su nueva posición ya fuera asumiendo la figura de presidente-entrenador o asesorando al técnico oficial.
La Copa Heliodoro Rodríguez López abrió la temporada oficial 1957-58. Inusuales fechas hasta el momento para un torneo en el que el Unión cayó eliminado en semifinales a manos del Club Deportivo San Andrés. En el Campo de Traslarena los lagarteros se impusieron por 4-3. La afición esperanzada con la remontada lleno el estadio capitalino pero la esperada reacción inicial se diluyó pronto y los visitantes refrendaron su buena actuación con un 2-4 final. Sufrió el Real Unión para reafirmar su condición de campeón de primera categoría hasta tal punto que en la lucha por el título los azulgranas y la Unión Deportiva Orotava empataron en la cabeza de la tabla a veintiún puntos. Por tanto, fueron decisivos a la postre el balance de los enfrentamientos directos entre ambos. Crucial resultó la victoria por 0-3 de los santacruceros en Los Cuartos, pues en el Heliodoro perdieron por 2-3 ante el equipo del valle, que tuvo en su mano el campeonato. Después de esta sufrida conquista, el Real Unión se desquitó de la decepción que supuso su actuación en su segunda toma de contacto con la Liga Interregional y de que manera. Haciendo bueno el refrán «a la tercera va la vencida» las diez jornadas del torneo acabaron con la coronación del Real Unión como el mejor equipo regional del archipiélago. Este ansiado sueño lo logró con merecimiento tras seis victorias, tres empates y tan solo una derrota siendo el conjunto más goleador del campeonato, veinticinco tantos, y a la vez al menos batido, diez goles encajados. Con estos números no es extrañar que los máximos realizadores (Galán, delantero centro, y Martín, interior izquierdo), pertenecieran al cuadro unionista. A tres puntos le siguió el Arucas Club de Fútbol, segundo, y a nueve llegaron el Atlético Aviación, la Unión Deportiva Orotava y el Hespérides de la capital grancanaria. Quedó rezagado el Club Deportivo San Andrés, curiosamente único equipo que fue capaz de derrotar al Real Unión. En el mes de junio sumó a los títulos de campeón de Canarias y campeón de Tenerife el de campeón provincial en detrimento del Club Deportivo Mensajero. El primer partido se saldó con un contundente 5-1 a favor de un Real Unión que a pesar de realizar un juego vistoso mostró mayor eficacia. Este resultado hizo estéril el 3-1, que días más tarde le endosó el campeón palmero en su campo.
La temporada oficial 1958-59 arrancó otra vez con la celebración de la Copa Heliodoro. En esta edición el representativo de El Cabo eliminó en cuartos de final al Club Deportivo Arenas y posteriormente en semifinales a la Unión Deportiva Güímar. En la final el Real Unión tendría como rival al histórico Atlético Toscal, antiguo filial del Iberia y responsable de mantener por ese entonces aún con vida la clásica rivalidad futbolística entre los dos barrios santacruceros, cuna de sus colores. Esto explica la gran expectación levantada por un partido en el que los indios de El Cabo se sobrepusieron a los dos goles iniciales de los leones de El Toscal, empatando antes del intermedio. Ya en la segunda mitad un gol de Macario daba el triunfo a los unionistas. En abril finalizó el campeonato tinerfeño en el que el Real Unión, con algún apuro en su recta final, obtuvo el título de campeones, aventajando en dos puntos a los diablos amarillos del Buenavista y en tres al San Andrés. Llegó a reglón seguido el turno de la Liga Interregional. Los tres primeros de Tenerife completaron el cupo de seis participantes, sumándose a los representantes grancanarios que ya se conocían desde semanas antes. El campeonato de la vecina isla lo había logrado revalidar el Club Atlético Aviación, seguido del Unión Atlético y del Arucas Club de Fútbol. Sin un juego extremadamente brillante, el Real Unión se mostró más regular, coronándose nuevamente como el mejor equipo regional del archipiélago. Siete victorias y tres empates en los diez encuentros, con veinticuatros goles a favor y doce en contra, dieron a los hombres de Luis Guiance los diecisiete puntos que le sirvieron para adjudicarse este galardón. Cuatro puntos menos cosechó el Unión Atlético, subcampeón, once el Arucas y diez el Aviación. El San Andrés ocupó la penúltima posición con seis, mientras que el farolillo rojo fue para el Buenavista, del homónimo barrio santacrucero, con solo tres. En julio se midió otra vez al Club Deportivo Mensajero, vencedor de La Palma, en busca del título del campeón provincial. Los dos enfrentamientos del ahora llamado Torneo de Campeones, para evitar con las confusiones con la recién estrenada Copa Provincial, se disputaron en esta ocasión en territorio palmero. El primero de ellos se saldó con una igualada a dos tantos, mientras que en el de vuelta el Real Unión de Tenerife se impuso por un marcador de 3-0.
La Copa Heliodoro volvió a servir de apertura de un nuevo ejercicio balompédico. Cayeron eliminados por el Real Unión, la Unión Deportiva Güímar en cuartos de final y posteriormente el Club Deportivo San Andrés en las semifinales. Se repitió el cartel de la final del año anterior, el Atlético Toscal ante la posibilidad de redimirse en un duelo de gran rivalidad. Sin embargo, ese 12 de noviembre lo que se presumía como una reedición de una disputada lucha, acabó con un contundente 4-0 en el tanteador a favor de los azulgranas. El Real Unión obtuvo de esta forma el trofeo en propiedad, al haberlo levantado en cinco ocasiones. El campeonato de primera categoría 1959-60, también cayó de nuevo para el otrora Fomento que revalidó el título acabando invicto merced a nueve victorias y cinco empates. Estos resultados le permitieron acabar con un colchón de cuatro puntos sobre sus inmediatos perseguidores, San Andrés y Toscal, igualados a diecinueve. Llegó el Real Unión a la Liga Interregional con el claro objetivo de conservar el título en el máximo campeonato del archipiélago pero el equipo, favorito a todas luces, no cumplió las expectativas. Los empates le condenaros pues a pesar de sufrir una sola derrota, las seis igualadas en los diez encuentros disputados supusieron la pérdida de unos puntos decisivos. La Unión Deportiva Las Palmas Aficionados, nueva denominación del filial amarillo, se mostró superior y se hizo con la victoria con tres puntos más que un Real Unión que tuvo que conformarse en esta ocasión con el subcampeonato. Un punto por debajo finalizaron el tinerfeño San Andrés y el Artesano de Las Palmas, tercero y cuarto respectivamente. La penúltima plaza fue para el Arucas y el Toscal cerró la tabla. Ya en el séptimo mes del año, el Tenisca ganó el primer choque valedero para el título provincial, celebrado de en Campo de Bajamar, por 1-0. En el encuentro de vuelta, en el mismo escenario de la capital palmera, el Real Unión fue incapaz de remontar la eliminatoria.

#### Últimas campañas de éxitos y Bodas de Oro
En la temporada 1960-61, la Unión Deportiva Orotava relegó al conjunto santacrucero al segundo puesto, terminando así la racha de cuatro campeonatos tinerfeños consecutivos. Una discreta actuación en la Liga Interregional condenó al Real Unión, que acabó ocupando la tercera plaza. La Copa Heliodoro volvió a las fechas de sus inicios, cerrando la campaña futbolística. En la final Real Unión y Toscal de nuevo frente a frente, como sucedió en las dos ediciones anteriores. La historia parecía repetirse pues el Real Unión se impuso de nuevo, venciendo en esta ocasión por un marcador de 2-1. Sin embargo, lo ganado en el campo se perdió luego en los despachos, concediéndole la Federación Tinerfeña de Fútbol el título al Toscal C. F. por alineación indebida de los unionistas.
En la 1961-62 el Real Unión estuvo a punto de recuperar el título de Primera Categoría después de una disputada campaña. Los buenos resultados en la recta final, algunos apabullantes como el 12-0 al Atlético Tacoronte, propiciaron que se superase a un Club Deportivo Estella que se había perfilado como favorito. Cuando pocos dudaban de que el Real Unión culminaría su reacción adjudicándose el título un tropiezo en la jornada final al empatar a uno ante el Club Deportivo Juventud Silense en Los Silos lo impidió. Esta igualada le sirvió a priori para conseguir el objetivo superando en un punto al Club Deportivo Estrella. Sin embargo, al conjunto de El Cabo se le había concedido un punto por alinear indebidamente a un jugador el Club Deportivo Tenerife Aficionado en el choque entre ambos celebrado en marzo. Desposeído de su victoria, el filial blanquiazul recurrió la decisión alargándose la resolución del recurso hasta tiempo después de la finalización del torneo. Finalmente, se dio la razón al perjudicado, perdiendo el Real Unión el punto otorgado en aquel entonces. El empate en la parte alta de la clasificación benefició al Estrella, proclamándose campeón el equipo lagunero por su mejor coeficiente general. Guion parecido en la Liga Interregional pero con final feliz para los intereses unionistas. El conjunto lagunero avanzaba firme hacia la conquista del campeonato, pero el Real Unión consiguió sobreponerse a su irregular comienzo para hacerse finalmente con el trofeo. Por tercera vez en su historia los unionistas se proclamaron campeones de Canarias tras un desenlace emocionante en la que cuatro equipos llegaron con opciones a las dos últimas jornadas. La clasificación final demuestra la igualdad. El Real Unión, primero, con cinco victorias, tres empates y dos derrotas. Subcampeón el Estrella con un punto de menos. A uno de los de Aguere finalizó el Real Artesano y a tres lo hicieron la Sociedad Deportiva Tenisca y el Club Deportivo Firgas. Descolgada quedó la Unión Deportiva Guía, colista. El 29 de junio los indios cerraron un exitoso ejercicio, conquistando su sexta Copa Heliodoro tras una desequilibrada final en la que vencieron sin problema al Club Deportivo Puerto Cruz.
El Real Unión pudo resarcirse, y esta vez sí en la 1962-63 se impuso con claridad en la Primera Categoría, superando en cinco puntos al Estrella, subcampeón. En la Liga Interregional no cumplió con la obligación de pelear por la consecución del campeonato, finalizando cuarto del grupo de ocho que acabó comandando el Club Deportivo Firgas. En los albores de la temporada 1963-64, el Club Deportivo Puerto Cruz superó al Real Unión en las semifinales de la Copa Heliodoro. Esta eliminación fue el preludio de una campaña en blanco para el representativo de El Cabo y extraordinaria para los portuenses. Los de El Peñón acabaron ganando ese trofeo y luego se impusieron también en un interesante campeonato de liga, ampliado a dieciséis participantes. Cuajó una buena actuación el Unión en esta competición local, alcanzando el subcampeonato. La Liga Interregional se la disputaron en esta ocasión, como antaño, seis equipos. Un Real Unión sin pena ni gloria, acabó tercero, media docena de puntos por debajo de Las Palmas Atlético. Ejercicio sin premio para el Real Unión, triste bagaje que se repitió en los siguientes. El período glorioso de frecuentes conquistas estaba llegando a su fin.
Era frecuente que en aquel entonces el Real Unión disputará encuentros amistosos frente a los rivales que recibía el Tenerife el fin de semana anterior en su andadura por la Segunda división, antes de que estos regresarán a su tierra. Además, durante la mejor época de la Unión Deportiva Las Palmas en Primera División, en ciertas ocasiones se desplazaba a la isla vecina para actuar como esparrin de los grancanarios en el partidillo que se programaba los jueves de entrenamiento. Algunos adversarios del conjunto amarillo eran también invitados a jugar, el martes siguiente a su enfrentamiento en el Estadio Insular, un amistoso esta vez en el Heliodoro ante el Unión.
Los inconvenientes de compartir el estadio con una escuadra de categoría nacional propiciaron que Luis Guiance y su junta directiva proyectaran la construcción de un recinto propio que se levantó en la zona de Ofra, cerca del Jardín Infantil de la Sagrada Familia, más conocido como la Casa Cuna. Aunque en 1964 se iniciaron contactos con las autoridades pertinentes, el campo y el complejo deportivo que soñaban levantar a su alrededor nunca se harían realidad, trasladándose pronto el Real Unión al Campo de La Salud, en cuyo terreno de tierra pasó a disputar sus partidos como local.
La plantilla del Real Unión viajó en alguna que otra ocasión a Madeira para medirse con el Club Sport Marítimo, Clube Desportivo Nacional o al Clube de Futebol União. Este último club visitó Tenerife en 1965. El 1 de mayo, el por entonces campeón de Funchal, se enfrentó a un plantel unionista que acababa de renovar su condición de subcampeón local. El partido se celebró en el estadio Heliodoro Rodríguez López, dentro de los actos conmemorativos de las Bodas de Oro del Real Unión. Este quincuagésimo aniversario se celebró entre los meses de febrero y abril con diversos eventos recreativos, culturales y deportivos, sumando al partido contra el União otros encuentros amistosos frente a equipos de la Primera y Segunda División española.
La 1967-68 fue la última gran campaña para el Real Unión, completando el curso futbolístico con dos de los tres títulos más importantes. Tras cinco años de sequía en esta competición, se hizo con el trofeo del campeonato de la liga insular. El 16 de junio se proclamó campeón de Canarias, merced a un triunfo en el Estadio Insular ante la Unión Deportiva Aficionado por 2-7 en la última jornada de la Liga Interregional.

### Pérdida de protagonismo, descenso y estreno de la Preferente
Llegaron los años setenta y la plena integración del balompié canario en las competiciones nacionales aún quedaba lejos. El fútbol nacional seguía reservado a los equipos peninsulares, baleares y norteafricanos por motivos de proximidad geográfica. Los equipos insulares, pese a ofrecer un muy digno nivel competitivo, sufrían la loza de su lejanía respecto a la península. La consecuente carestía de los desplazamientos resultó determinante para que la Real Federación Española de Fútbol se abstuviese de facilitar que compitiesen a nivel nacional. Ese derecho quedó reservado únicamente para las dos escuadras punteras del archipiélago, la Unión Deportiva Las Palmas y el Club Deportivo Tenerife. El resto de equipos veían limitado su radio de acción a las siete islas, siendo su correspondiente Primera Categoría Regional el máximo nivel que podían alcanzar.
Luis Guince, además, fue uno de los promotores del veraniego Trofeo Teide que comenzó a disputarse en 1971. La segunda edición se la llevó el Real Unión tras vencer 2-0 al Puerto Cruz en la única final de esta competición disputada en el Heliodoro. Anteriormente, estos dos equipos regionales habían dado la sorpresa eliminando respectivamente al Club Deportivo Tenerife y Real Club Deportivo Espanyol.
En el curso 1976-77 no se disputaría la Primera Interinsular. Esto permite al Real Unión, gracias al ascenso logrado la temporada anterior, pasar directamente desde la Segunda Regional a Preferente, división iniciada un año antes y que había adquirido el estatus de máxima categoría regional a nivel provincial. La séptima posición en su estreno le permitió jugar la Copa de Canarias, competición que disputaron los equipos clasificados del segundo al noveno puesto juntos con los que ocuparon las mismas plazas en la Preferente de Las Palmas, enfrentándose en eliminatorias a doble partido. El equipo unionista se plantó en la final, también a ida y vuelta, y terminó adjudicándose la victoria tras ganar por 2 a 0 en la ida y posteriormente igualar a dos tantos en el Campo Vega Guerra, casa de su contrincante el Club Deportivo Firgas.

### Tercera División, decadencia y apuesta por el fútbol base
El 20 de agosto de 1980, el Real Unión consiguió el pase a la final del Trofeo Ciudad de Santa Cruz, tras empatar a tres goles con el Club Atlético Osasuna y vencer en la tanda de penaltis (4-3). Al día siguiente, se enfrentó a la selección de fútbol de Honduras en la final, ganando la bicolor por 4-0.
Su quinta plaza en la temporada 1979-80 permitió al club unionista ser uno de los veinte equipos que estrenaron el grupo canario de Tercera División la temporada 1980-81. En esta categoría el Real Unión regresó al Heliodoro, acogiendo el recinto de la calle San Sebastián sus partidos como local. Salvó su primera campaña, quedándose a las puertas del descenso con una decimosexta posición. La siguiente obtuvo la mejor clasificación de su historia, un noveno puesto en este nivel del fútbol nacional. El siguiente ejercicio, sin embargo, no acaba satisfactoriamente. Treinta y dos puntos de bagaje final, al igual que la Unión Deportiva Salud y el Club Deportivo Estrella. Los resultados de los partidos jugados entre sí durante el campeonato condenaron al Real Unión, que no había logrado vencer en ninguno de los enfrentamientos ante estos equipos, a ocupar el decimoséptimo puesto. La andadura del Real Unión por este cuarto escalafón del fútbol español llegó a su fin tras tres años y se saldaba con treinta y siete victorias, veintiséis igualadas y cincuenta y una derrotas. En total, ciento catorce encuentros en los que llegó a anotar ciento setenta tantos y encajaría doscientos once.
Volvía pues a Preferente y el resto de los años 80 la sociedad sortea no sin dificultad los obstáculos, llegando a estar al borde de la desaparición. La temporada 1990-91 conquistó su último título regional, la sexta Copa Heliodoro para el club, tras superar en la tanda de penaltis a la Unión Deportiva Cruz Santa en una final cuyo tiempo reglamentario se agotó con el empate a cero inicial.
En 1995 el Unión impulsó su estructura de fútbol base, dedicándole desde entonces la gran mayoría de los recursos. El equipo sénior descendió en 1997, después de catorce campañas consecutivas en el quinto nivel del fútbol español. En la temporada 2001-02 logró abandonar la Primera Interinsular venciendo en la promoción de ascenso al Club Deportivo Vera en la tanda de penaltis pero, sin embargo, cayó de nuevo a ella en el año 2010, intentando durante las últimas ediciones de la competición escalar de división nuevamente sin éxito.

### Centenario

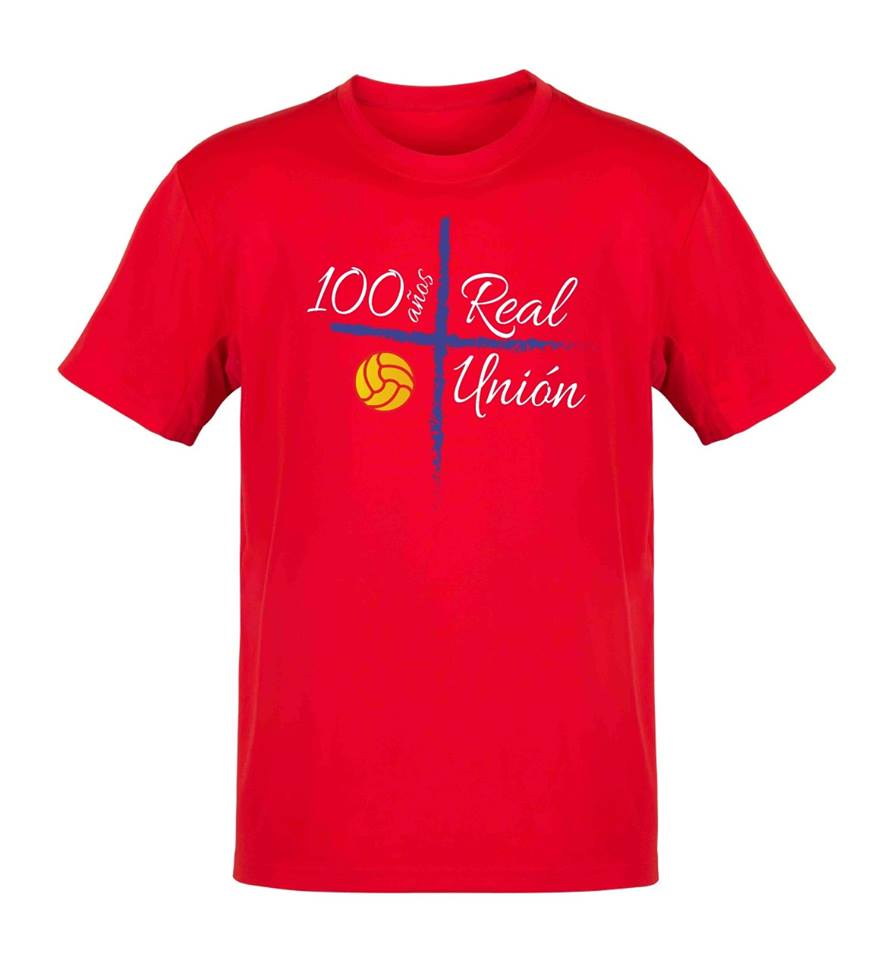
Camiseta del centenario

En 2015, el Real Unión de Tenerife celebró su centenario con una agenda cargada de actos. A finales de 2014 el club convocó a través de sus redes sociales un concurso en busca de un eslogan para este acontecimiento, resultando finalmente elegido el de «100 años haciendo Unión». El 1 de abril, aniversario de su fundación, presentó el programa de actividades previsto con motivo de esta efeméride. El acto tuvo lugar en la sede de la Federación Tinerfeña de Fútbol y contó con la presencia entre otros del alcalde de Santa Cruz, quien recibió como obsequio una camiseta conmemorativa. En ella, el logotipo evoca la cruz de la ermita de San Telmo, junto a la cual nació la sociedad. Esta se representa en azul sobre una prenda roja, los dos colores característicos de su vestimenta. En el cuadrante inferior izquierdo que forma la cruz aparece un balón en amarillo oro, como en el escudo, mientras que los tres restantes están ocupados por los caracteres que forman «100 años Real Unión». El 9 de abril en el citado templo, vestigio del barrio de El Cabo, se celebró una misa en memoria de los jugadores, entrenadores, utilleros, colaboradores, socios, aficionados y directivos que han luchado y trabajado por el club.
El 23 de abril, en una sesión solemne celebrada en el salón de plenos del Ayuntamiento de Santa Cruz de Tenerife, el edil José Manuel Bermúdez hizo entrega al presidente del Real Unión, José Francisco del Pino, la Medalla de Oro al Mérito Deportivo de la ciudad. Se convirtió así en la primera institución en recibir este galardón, cuya concesión había sido acordada ya el 19 de diciembre de 2008. Esta ceremonia sirvió además para la presentación del himno del club unionista, el cual carecía hasta entonces de una composición musical oficial que lo representará. En julio, una delegación unionista visitó el Cabildo Insular y días después el Ayuntamiento de la ciudad para obsequiar a sus máximas autoridades, Carlos Alonso y José Manuel Bermúdez respectivamente. A comienzos de septiembre, una representación encabezada por su presidente se desplazó hasta Guipúzcoa para sellar el hermanamiento con el Real Unión de Irún, club con el que además de denominación comparte año de fundación.
En el mes de octubre, la selección española sub-21 se desplazó a la capital insular con el fin de honrar al Real Unión por su centenario, enfrentándose el día 13 a Suecia. El encuentro, correspondiente a la tercera jornada del grupo 6 de la clasificación para la Eurocopa Sub-21 de 2017 a celebrarse en Polonia, tuvo lugar en el estadio Heliodoro Rodríguez López, finalizando con empate a un gol.
Desde el 10 de diciembre de 2015 y hasta el 10 de enero de 2016, el Centro de Arte La Recova acogió una exposición conmemorativa del centenario. La muestra recogió fotografías, trofeos y diversos recuerdos de la dilatada historia unionista. Su apertura estuvo precedida de un acto celebrado en el anexo Teatro Guimerá, donde la Unión Artística El Cabo interpretó entre otros temas el himno del club y el cronista oficial de la ciudad, Luis Cola Benítez, ofreció una conferencia sobre el barrio de El Cabo.
En 2016 la Asociación de la Prensa Deportiva de Tenerife (APDT) le concedió un premio extraordinario por sus cien años de historia. El galardón le fue entregado al presidente de la entidad el 21 de marzo en la XIX Gala del Deporte de Tenerife, ceremonia celebrada en el Magma Arte & Congresos de Adeje. En junio del mismo año se puso fin a los actos del centenario con la presentación del libro Real Unión de Tenerife, un siglo de vida a través de la prensa. Esta obra de Enrique Armando Perera García, doctor por la Universidad de La Laguna y antiguo directivo unionista, recoge en sus doscientas ochenta páginas las andanzas del club de El Cabo a través de crónicas de prensa. Editado gracias a la colaboración del Ayuntamiento de Santa Cruz de Tenerife, se imprimieron unos trescientos ejemplares.

### Un proyecto ambicioso: crecimiento y fútbol femenino
El Real Unión ocupaba la novena posición del grupo segundo de Primera Regional tras veintidós jornadas disputadas cuando la pandemia de coronavirus obligó a suspender la competición en marzo de 2020. En pleno confinamiento nacional puso en marcha una academia de estudios y anunció las bases de un proyecto en pos de crear un potente club profesional que devolviera a la entidad la importancia que tuvo en el pasado. El objetivo es bastante ambicioso pues la aspiración es contar en pocos años con un equipo femenino en Primera División, un equipo masculino en Segunda División B y otro en la Liga Nacional Juvenil de España. Además existen planes para construir un estadio propio en la zona de Los Campitos.
Durante el verano se oficializó la fusión del Unión con el Sporting Club Tenerife, absorbiendo su amplia estructura de fútbol base, y con la Unión Deportiva Tacuense. Esta última entidad pasaba a constituir la sección femenina y con ella el club no solo ganaba un equipo en Segunda División Femenina de España sino también la considerada como la cadena de filiares más grande del fútbol femenil canario. Los diferentes equipos femeninos competirán bajo el nombre de Real Unión de Tenerife Tacuense.
Por su parte el primer equipo masculino pasó a militar en la categoría de Preferente después de comprar la plaza de la Asociación Deportiva Añaza y tras fracasar el intento de hacerse con la del Atlético Tacoronte en Tercera División. A su vez para ocupar el lugar que le pertenecía en Primera Regional se creó un equipo filial, el Real Unión de Tenerife B.

## Simbología

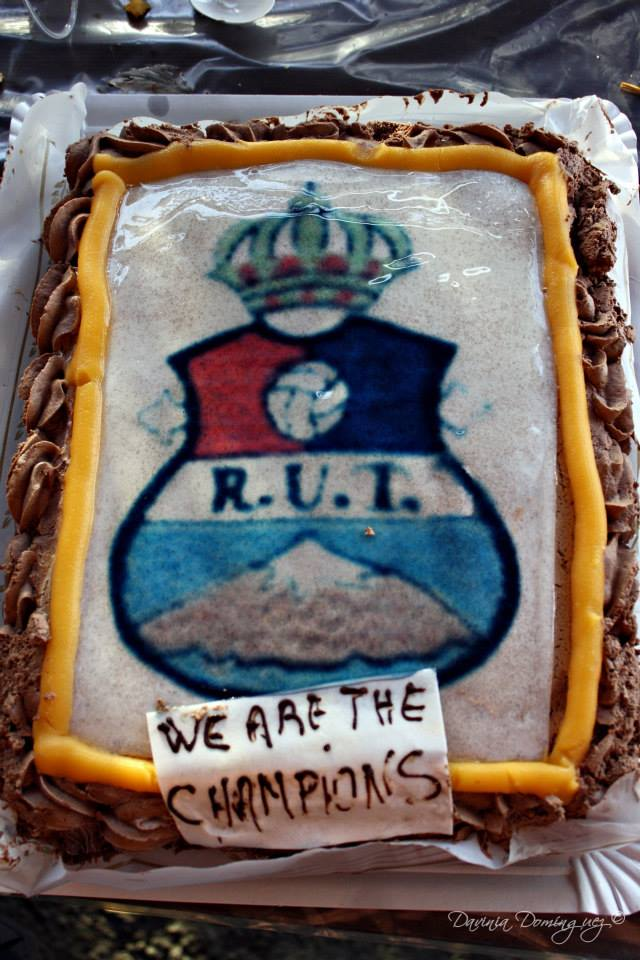
Tarta decorada con el escudo del Real Unión

### Escudo
El escudo del Real Unión de Tenerife tiene forma de «olla», dividida en tres cuarteles. El superior izquierdo de color rojo y el derecho de azul, los dos colores identificativos del equipo. Entre ambos un balón de cuero en blanco. El centro del escudo lo ocupa una franja donde aparecen las iniciales del club, R.U.T. En la parte inferior el Teide con nieve en su cumbre y rodeado del azul del cielo. En los costados los restos, en blanco, de los brazos de la Cruz de Santiago y remata la insignia una representación de la corona real española.

### Himno
El himno del Real Unión de Tenerife fue compuesto por César Guerrero, escrito por Francisco Tovar Santos e interpretado conjuntamente por la banda municipal de Santa Cruz de Tenerife y la Unión Artística El Cabo. La obra, creada de cara a su centenario, se estrenó el 23 de abril de 2015 sonando en el salón de plenos de la casa consistorial del municipio santacrucero durante el acto de entrega de la Medalla de Oro al Mérito Deportivo otorgada a la entidad.

### Uniforme
- Local: camiseta roja, pantalón azul y medias rojas. En sus comienzos la prenda superior era grana, lo que derivó con el tiempo en el color rojo actual.
- Visitante: el uniforme visitante se compone de camiseta y pantalón azul, con las medias rojas.

| Local | Visitante |

## Infraestructura

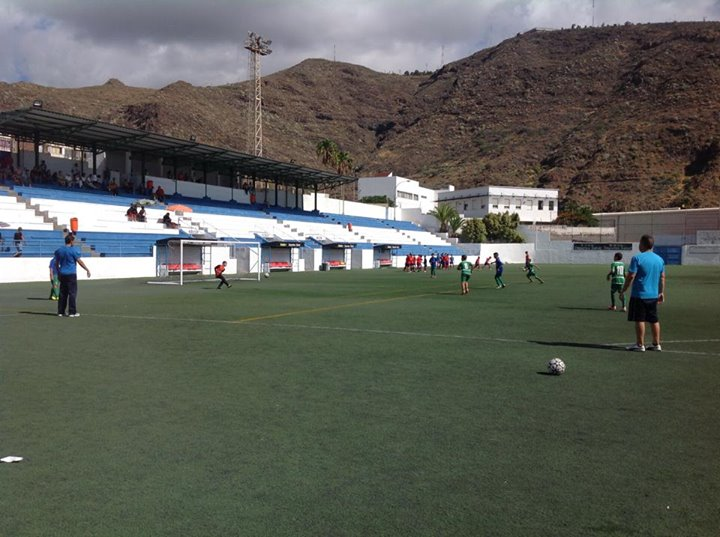
Campo de Fútbol de La Salud

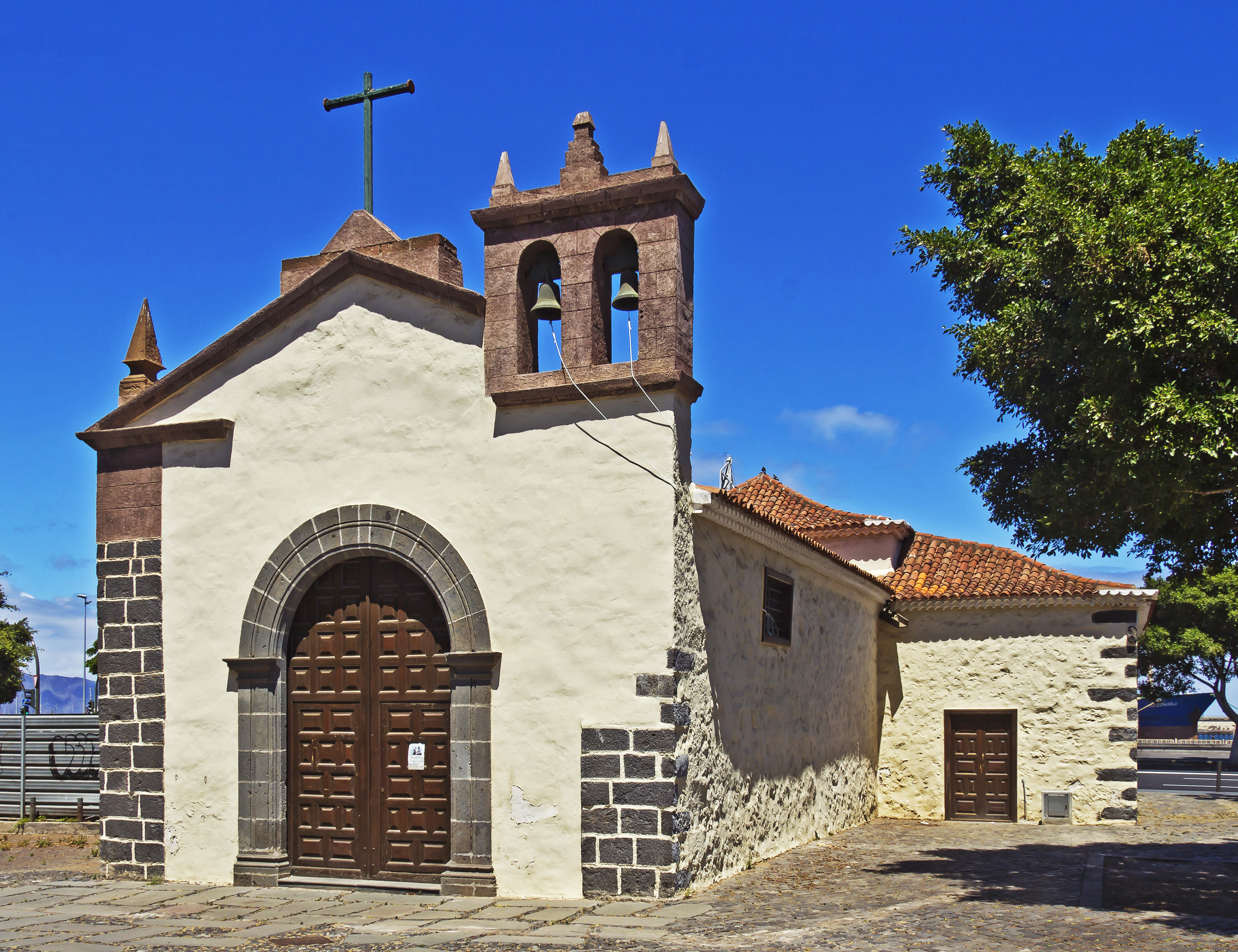
La Ermita de San Telmo, junto a la cual nació la institución

### Estadio
El primer equipo del Real Unión de Tenerife entrena y disputa sus partidos como local en el campo de fútbol de La Salud, recinto que alberga la práctica de este deporte desde finales de la década de 1950. Cuenta con capacidad para aproximadamente 2000 espectadores y su superficie de juego, de tierra desde sus inicios hasta principios del siglo XXI, es ahora de césped artificial. De titularidad municipal, la Federación Tinerfeña de Fútbol es la encargada de gestionar este recinto compartido con otras entidades y que también es el usado por los juveniles unionistas.

### Sede
La primera sede del club se encontraba en la plaza de la ermita de San Telmo, ubicada en el barrio de El Cabo. Los unionistas fueron obligados a abandonar su casa, víctima de la transformación urbanística acaecida en este lugar y que solo salvaría a la pequeña iglesia. El club siempre ha estado vinculado a este templo, hogar de su patrón, siendo tradición en el pasado que plantilla y directiva acudieran a una misa oficiada en la apertura de cada temporada.
De San Telmo se traslada a la calle San Carlos, emplazamiento que sufrió la misma suerte al igual que gran parte del antiguo núcleo. Un inmueble en la calle Los Molinos se convierte en su tercera y última sede en El Cabo. En 2004 el Real Unión vende la propiedad, que aún se mantiene en pie, y se muda a su ubicación actual en la calle Mencey Bentenuya del barrio de La Salud, vía próxima a las instalaciones deportivas utilizadas por el equipo desde hacía ya bastante tiempo.

## Jugadores
La cantera del Real Unión fue durante décadas un vivero de notables jugadores, muchos de los cuales recalaron más tarde en importantes clubes de Primera y Segunda División. En las filas del equipo santacrucero comenzaron a formarse futbolísticamente Gabriel Jorge Sosa, José Pérez García y Eleuterio Santos Brito, tres futbolistas canarios que posteriormente llegaron a ser internacionales absolutos con la Selección de fútbol de España. También producto de esta cantera salió Agustín Sánchez Quesada, chicharrero que fue alineado en dos ocasiones como titular en el extinto combinado de la Selección Española de Fútbol B en 1955, cuando ya era jugador del Atlético de Madrid.
Desde muy pronto, el Club Deportivo Tenerife recurrió a la cantera del conjunto de El Cabo para reforzar sus líneas. Así, como ejemplo, Álvaro Hernández Castro, José Juan Gutiérrez Déniz, Eleuterio Santos Brito, Santiago González Hernández (Santi) y Julio Santaella Benítez, formados en la fábrica unionista, pertenecieron a la disciplina blanquiazul en su estreno en Primera División.

## Presidentes
A lo largo de su historia, han sido veintiuno los presidentes del Real Unión de Tenerife que han tenido la responsabilidad de conducir los destinos institucionales del club.
| - Indalencio Barbuzano Herrera (1923-1927) - Dámaso García López (1927-1935) - Joaquín Vega Benavente (1935-1937) - Pío Ojea Fernández (1937-1940) - Luis Guiance Euzcaraspe (1940-1942) - Francisco Hernández González (1942-1943) - Juan Monzón Abreu (1943-1945) - Marciano Caballero Gómez (1945-1948) | - Gregorio Cubas Albertos (1948-1951) - Pedro González Sabina (1951-1952) - Luis García Yanes (1952-1954) - Francisco Mendoza Marrero (1954-1957) - Luis Guiance Abreu (1957-1965) - Juan Dámaso García Yanes (1965-1970) - Manuel Fernández Cruz (1970-1975) - Francisco Umpierrez Reyes (1975-1977) | - Manuel Carracedo Ramos (1977-1978) - Ramón Jorge Frías (1978-1981) - Ángel García Carpio (1981-1982) - José Francisco del Pino Suárez (1982-2018) - Enrique García Gómez (2018-2019) - Carlos Saturnino García Rodríguez (2019-hasta la actualidad) |

## Trayectoria

### Campeonato de Liga
| Temporada | División     | Posición | Copa del Rey |
| --------- | ------------ | -------- | ------------ |
| 1927-28   | 1.ªCategoría | 2.º      |              |
| 1928-29   | 1.ªCategoría | 1.º      |              |
| 1929-30   | 1.ªCategoría | 1.º      |              |
| 1930-31   | 1.ªCategoría | 1.º      |              |
| 1931-32   | 1.ªCategoría | 3.º      |              |
| 1932-33   | 1.ªCategoría | 2.º      |              |
| 1933-34   | 1.ªCategoría | 2.º      |              |
| 1934-35   | 1.ªCategoría | 2.º      |              |
| 1935-36   | 1.ªCategoría | 1.º      |              |
| 1936-37   | 1.ªCategoría | 3.º      |              |
| 1937-38   | 1.ªCategoría |          |              |
| 1938-39   | 1.ªCategoría |          |              |
| 1939-40   | 1.ªCategoría | 5.º      |              |
| 1940-41   | 1.ªCategoría | 2.º      |              |
| 1941-42   | 1.ªCategoría | 1.º      |              |
| 1942-43   | 1.ªCategoría | 3.º      |              |
| 1943-44   | 1.ªCategoría | 2.º      |              |
| 1944-45   | 1.ªCategoría | 5.º      |              |
| 1945-46   | 2.ªCategoría | 1.º      |              |
| 1946-47   | 2.ªCategoría | 1º       |              |
| 1947-48   | 1.ªCategoría | 2.º      |              |
| 1948-49   | 1.ªCategoría | 3.º      |              |
| 1949-50   | 1.ªCategoría | 6.º      |              |
| 1950-51   | 1.ªCategoría | 5.º      |              |
| 1951-52   | 1.ªCategoría | 3.º      |              |
| 1952-53   | 1.ªCategoría | -        |              |
| 1953-54   | 1.ªCategoría | 1.º      |              |
| 1954-55   | 1.ªCategoría | 2.º      |              |
| 1955-56   | 1.ªCategoría | 3.º      |              |
| 1956-57   | 1.ªCategoría | 1.º      |              |
| 1957-58   | 1.ªCategoría | 1.º      |              |
| 1958-59   | 1.ªCategoría | 1.º      |              |
| 1959-60   | 1.ªCategoría | 1.º      |              |
| 1960-61   | 1.ªCategoría | 2.º      |              |
| 1961-62   | 1.ªCategoría | 2.º      |              |
| 1962-63   | 1.ªCategoría | 1.º      |              |
| 1963-64   | 1.ªCategoría | 2.º      |              |
| 1964-65   | 1.ªCategoría | 2.º      |              |
| 1965-66   | 1.ªCategoría | 2.º      |              |
| 1966-67   | 1.ªCategoría | 2.º      |              |
| 1967-68   | 1.ªCategoría | 1.º      |              |
| 1968-69   | 1.ªCategoría | 3.º      |              |
| 1969-70   | 1.ªCategoría | 3.º      |              |
| 1970-71   | 1.ªCategoría | 5.º      |              |
| 1971-72   | 1.ªCategoría | 3.º      |              |
| 1972-73   | 1.ªCategoría | 9.º      |              |
| 1973-74   | 1.ªCategoría | 6.º      |              |
| 1974-75   | 1.ªCategoría | 12.º     |              |
| 1975-76   | 2.ªCategoría | 1.º      |              |
| 1976-77   | Preferente   | 7.º      |              |
| 1977-78   | Preferente   | 10.º     |              |
| 1978-79   | Preferente   | 12.º     |              |
| 1979-80   | Preferente   | 5.º      |              |
| 1980-81   | 3.ª División | 16.º     |              |
| 1981-82   | 3.ª División | 9.º      |              |
| 1982-83   | 3.ª División | 17.º     |              |
| 1983-84   | Preferente   | 13.º     |              |
| 1984-85   | Preferente   | 12.º     |              |
| 1985-86   | Preferente   | 10.º     |              |
| 1986-87   | Preferente   | 5.º      |              |
| 1987-88   | Preferente   | 6.º      |              |
| 1988-89   | Preferente   | 3.º      |              |
| 1989-90   | Preferente   | 5.º      |              |
| 1990-91   | Preferente   | 7.º      |              |
| 1991-92   | Preferente   | 14.º     |              |
| 1992-93   | Preferente   | 11.º     |              |
| 1993-94   | Preferente   | 13.º     |              |
| 1994-95   | Preferente   | 12.º     |              |
| 1995-96   | Preferente   | 11.º     |              |
| 1996-97   | Preferente   | 16.º     |              |
| 1997-98   | 1.ª Regional | 6.º      |              |
| 1998-99   | 1.ªRegional  | 8.º      |              |

| Temporada | División    | Posición | Copa del Rey |
| --------- | ----------- | -------- | ------------ |
| 1999-00   | 1.ªRegional | 9.º      |              |
| 2000-01   | 1.ªRegional | 8.º      |              |
| 2001-02   | 1.ªRegional | 2.º      |              |
| 2002-03   | Preferente  | 9.º      |              |
| 2003-04   | Preferente  | 10.º     |              |
| 2004-05   | Preferente  | 6.º      |              |
| 2005-06   | Preferente  | 7.º      |              |
| 2006-07   | Preferente  | 6.º      |              |
| 2007-08   | Preferente  | 15.º     |              |
| 2008-09   | Preferente  | 11.º     |              |
| 2009-10   | Preferente  | 16.º     |              |
| 2010-11   | 1.ªRegional | 6.º      |              |
| 2011-12   | 1.ªRegional | 2.º      |              |
| 2012-13   | 1.ªRegional | 6.º      |              |
| 2013-14   | 1.ªRegional | 7.º      |              |
| 2014-15   | 1.ªRegional | 9.º      |              |
| 2015-16   | 1.ªRegional | 11.º     |              |
| 2016-17   | 1.ªRegional | 11.º     |              |
| 2017-18   | 1.ªRegional | 7.º      |              |
| 2018-19   | 1.ªRegional | 14.º     |              |
| 2019-20   | 1.ªRegional | 9.º      |              |
| 2020-21   | Preferente  |          |              |
| 2021-22   | Preferente  | 8.º      |              |
| 2022-23   | Preferente  | 18.º     |              |
| 2023-24   | 1.ªRegional | 15.º     |              |
| 2024-25   | 2.ªRegional | .º       |              |

### Copa Heliodoro Rodríguez López
| Temporada | Posición      |
| --------- | ------------- |
| 1949-50   | Campeón       |
| 1950-51   | -             |
| 1951-52   | Semifinales   |
| 1952-53   | No se disputó |
| 1953-54   | Semifinales   |
| 1954-55   | Campeón       |
| 1955-56   | Subcampeón    |
| 1956-57   | Campeón       |
| 1957-58   | Semifinales   |
| 1958-59   | Campeón       |
| 1959-60   | Campeón       |
| 1960-61   | Subcampeón    |

| Temporada | Posición    |
| --------- | ----------- |
| 1961-62   | Campeón     |
| 1962-63   | -           |
| 1962-63   | -           |
| 1963-64   | Semifinales |
| 1964-65   | -           |
| 1965-66   | -           |
| 1966-67   | Subcampeón  |
| 1967-68   | -           |
| 1968-69   | -           |
| 1969-70   | -           |
| 1970-71   | -           |
| 1971-72   | -           |

| Temporada | Posición |
| --------- | -------- |
| 1972-73   | -        |
| 1973-74   | -        |
| 1974-75   | -        |
| 1975-76   | -        |
| 1976-77   | -        |
| 1977-78   | -        |
| 1978-79   | -        |
| 1979-80   | -        |
| 1980-81   | -        |
| 1981-82   | -        |
| 1982-83   | -        |
| 1983-84   | -        |

| Temporada | Posición |
| --------- | -------- |
| 1984-85   | -        |
| 1985-86   | -        |
| 1986-87   | -        |
| 1987-88   | -        |
| 1988-89   | -        |
| 1989-90   | -        |
| 1990-91   | Campeón  |
| 1991-92   | -        |
| 1992-93   | -        |
| 1993-94   | -        |
| 1994-95   | -        |
| 1995-96   | -        |

| Temporada | Posición |
| --------- | -------- |
| 1996-97   | -        |
| 1997-98   | -        |
| 1998-99   | -        |
| 1999-00   | -        |
| 2000-01   | -        |
| 2001-02   | -        |
| 2002-03   | -        |
| 2003-04   | -        |
| 2004-05   | -        |
| 2005-06   | -        |
| 2007-08   | -        |
| 2008-09   | -        |

| Temporada | Posición      |
| --------- | ------------- |
| 2009-10   | Dieciseisavos |
| 2010-11   | -             |
| 2011-12   |               |
| 2012-13   | -             |
| 2013-14   | -             |
| 2014-15   | Primera ronda |
| 2015-16   | Primera ronda |
| 2016-17   | Octavos       |
| 2017-18   | Primera ronda |
| 2018-19   | Segunda ronda |

### Campeonato de Liga
| Temporada | División         | Posición |
| --------- | ---------------- | -------- |
| 2020-21   | Segunda División |          |

### Datos del club
- Temporadas en Tercera División: 3.
- Temporadas en Divisiones Regionales: 80.
  - Temporadas en Preferente: 26.
  - Temporadas en Primera Regional: 12.

## Palmarés
- Liga Interregional (4): 1957-58, 1958-59, 1961-62 y 1967-68.
- Copa de Canarias (2): 1948, 1977.
- Primera Categoría/Campeonato tinerfeño (12): 1928-29, 1929-30, 1930-31, 1935-36, 1941-42, 1953-54, 1956-57, 1957-58, 1958-59, 1959-60, 1962-63, 1967-68.
- Campeonato provincial/Torneo de Campeones (3): 1953-54, 1956-57, 1958-59.
- Segunda Categoría (3): 1945-46, 1946-47 y 1975-76.
- Copa Consolación de Segunda Categoría (1): 1946-47.
- Copa Heliodoro Rodríguez López (7): 1949-50, 1954-55, 1956-57, 1958-59, 1959-60, 1961-62 y 1990-91.[143]
- Copa Federación de Primera Categoría (1): 1954-55.
- Copa Insular (1): 1950.
- Copa de la Ciudad (1): 1949.
- Torneo Relámpago (1): 1950.
- Copa Trust Joyero (1): 1935.
- Copa Fiestas del Cristo (1): 1935

### Trofeos amistosos
- Trofeo Teide (1): 1972.[133]
- Trofeo Ciudad de Santa Cruz (1): 1981.[172]

### Distinciones
- Medalla de Oro al Mérito Deportivo de la ciudad de Santa Cruz de Tenerife: 2008.
- Premio extraordinario de la Asociación de la Prensa Deportiva de Tenerife: 2016.

## Otras secciones deportivas

### Hockey sobre patines
Durante varias temporadas el club contó con una sección de hockey sobre patines, la cual cosechó éxitos a nivel local y regional. Como campeón de la Delegación Canaria, el Real Unión de Tenerife disputó la fase final del XII Campeonato de España de Segunda División de hockey sobre patines celebrado en la cancha del Real Grupo de Cultura Covadonga de Gijón entre el 12 y el 15 de abril de 1956.

### Generales
- Torre, Raúl (2003). «Campeonato Regional de Canarias». Rec.Sport.Soccer Statistics Foundation. Consultado el 24 de diciembre de 2018.